# Cheshmhaye siah

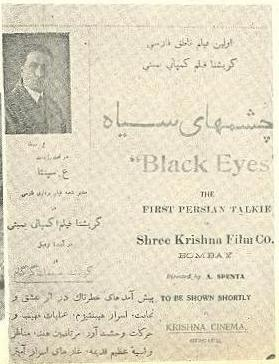
Abdolhossein Sepenta dans Cheshmhaye siah (1936)

Cheshmhaye siah (Les Yeux noirs ; en Persan: چشمهای سیاه) est un film iranien d’Abdolhossein Sepanta, sorti en 1936.

## Synopsis
Lors de l’invasion de Nadir Shah en Inde se déroule une idylle amoureuse entre les deux amants, Homayoun et Homa, qui vivent à Lahore. 

## Distribution
- Abdolhossein Sepanta
- Fakhr Al-Zaman Jabar Vaziri
- Sohrab Pouri
- Golab
- Shami
- Amir Hosseini

## Fiche technique
- Titre original : Cheshmhaye siah
- Titre en Français : Les Yeux noirs
- Réalisateur et scénariste : Abdolhossein Sepanta
- Producteur : Ardeshir Irani
- Année de sortie : 1936
- Durée : 90 minutes
- Couleur : noir et blanc
- Pays :  Iran
- Langue : Persan